# Fikret Amirov
Fikret Amirov, ázerbájdžánsky Fikrət Məşədi Cəmil oğlu Əmirov (22. listopadu 1922 Gandža – 20. února 1984 Baku) byl ázerbájdžánský skladatel vážné hudby.

## Život
Vyrůstal v prostředí ázerbájdžánského folklóru, jeho otec byl zpěvákem stylu mugam. To ovlivnilo jeho pozdější tvorbu, v níž bylo mnoho folklórních prvků a jeho stylu se dokonce říká "symfonický mugam". A také ho to přivedlo ke komponování již v útlém věku.
Vystudoval ázerbájdžánskou státní konzervatoř (dnes Hacıbəyov adına Bakı Musiqi Akademiyası, Hadžibekovova hudební akademie v Baku), kde byl mj. žákem právě Uzeira Hadžibekova, po němž konzervatoř dnes nese název.
K jeho nejslavnějším symfonickým skladbám patří Shur (1946), Kurd Ovshari (1949), Ázerbájdžánské Capriccio (1961), Gulustan Bayati-Shiraz (1968), Legenda o Nasimi (1977), Na paměť hrdinům velké vlastenecké války (1944), Dva koncerty pro housle, klavír a orchestr (1948). Velmi slavné jsou také jeho dva balety Nizami (1947) a zejména Arabské noci (1979). Roku 1953 též napsal operu Sevil. Zkomponoval i mnoho skladeb pro klavír (Balada, Ashugova píseň, Nocturno, Humoreska, Lyrický tanec, Valčík, Ukolébavka, Toccata) a filmové hudby.
V éře SSSR získal řadu státních ocenění: Stalinovu cenu (1949), titul Národní umělec SSSR (1965), Sovětskou státní cenu (1980), vyznamenání Hrdina socialistické práce (1982), Leninův řád (1959, 1982) ad.